# 1. deild 1991 (Islanda)
La 1. deild 1991 fu la 80ª edizione della massima serie del campionato di calcio islandese disputata tra il 20 maggio e il 14 settembre 1991 e conclusa con la vittoria del Víkingur, al suo quinto titolo.
Capocannonieri del torneo furono Guðmunður Steinsson (Fram) e Hörður Magnússon (FH) con 13 reti.

## Formula
Come nella stagione precedente le squadre partecipanti furono dieci e si incontrarono in un turno di andata e ritorno per un totale di diciotto partite.
Le ultime due classificate retrocedettero in 2. deild karla.
Le squadre qualificate alle coppe europee furono tre: i campioni alla UEFA Champions League 1992-1993, la seconda alla Coppa UEFA 1992-1993 e il vincitore della coppa nazionale alla Coppa delle Coppe 1992-1993.

## Squadre partecipanti
| Club       | Città          | Stadio | Posizione 1990     |
| ---------- | -------------- | ------ | ------------------ |
| Fram       | Reykjavík      |        | Campione d'Islanda |
| ÍBV        | Vestmannaeyjar |        | 3°                 |
| Valur      | Reykjavík      |        | 4°                 |
| KR         | Reykjavík      |        | 2°                 |
| Víkingur   | Reykjavík      |        | 7°                 |
| Breiðablik | Kópavogur      |        | 2. deild           |
| Víðir      | Garður         |        | 2. deild           |
| KA         | Akureyri       |        | 8°                 |
| FH         | Hafnarfjörður  |        | 6°                 |
| Stjarnan   | Garðabær       |        | 5°                 |

## Classifica finale
|                    | Pos. | Squadra    | Pt | G  | V  | N | P  | GF | GS | DR  |
| ------------------ | ---- | ---------- | -- | -- | -- | - | -- | -- | -- | --- |
| Islanda (bandiera) | 1.   | Víkingur   | 37 | 18 | 12 | 1 | 5  | 36 | 21 | +15 |
|                    | 2.   | Fram       | 37 | 18 | 11 | 4 | 3  | 29 | 14 | +15 |
|                    | 3.   | KR         | 28 | 18 | 8  | 4 | 6  | 34 | 18 | +16 |
|                    | 4.   | Valur      | 26 | 18 | 8  | 2 | 8  | 30 | 24 | +6  |
|                    | 5.   | Breiðablik | 26 | 18 | 7  | 5 | 6  | 26 | 27 | -1  |
|                    | 6.   | KA         | 25 | 18 | 7  | 4 | 7  | 21 | 23 | -2  |
|                    | 7.   | ÍBV        | 24 | 18 | 7  | 3 | 8  | 28 | 36 | -8  |
|                    | 8.   | FH         | 22 | 18 | 6  | 4 | 8  | 26 | 32 | -6  |
|                    | 9.   | Stjarnan   | 18 | 18 | 4  | 6 | 8  | 23 | 27 | -4  |
|                    | 10.  | Víðir      | 9  | 18 | 2  | 3 | 13 | 17 | 47 | -30 |

Legenda:
      Campione d'Islanda e ammesso alla Coppa dei Campioni
      Ammesso alla Coppa delle Coppe
      Ammesso alla Coppa UEFA
      Retrocesso in 2. deild karla
Note:
Tre punti a vittoria, uno a pareggio, zero a sconfitta.

### Verdetti
- Víkingur Campione d'Islanda 1991 e qualificato alla Coppa dei Campioni.
- Fram qualificato alla Coppa UEFA
- Valur qualificato alla Coppa delle Coppe
- Stjarnan e Víðir retrocesse in 2. deild karla.